# Ray Anderson (Musiker)

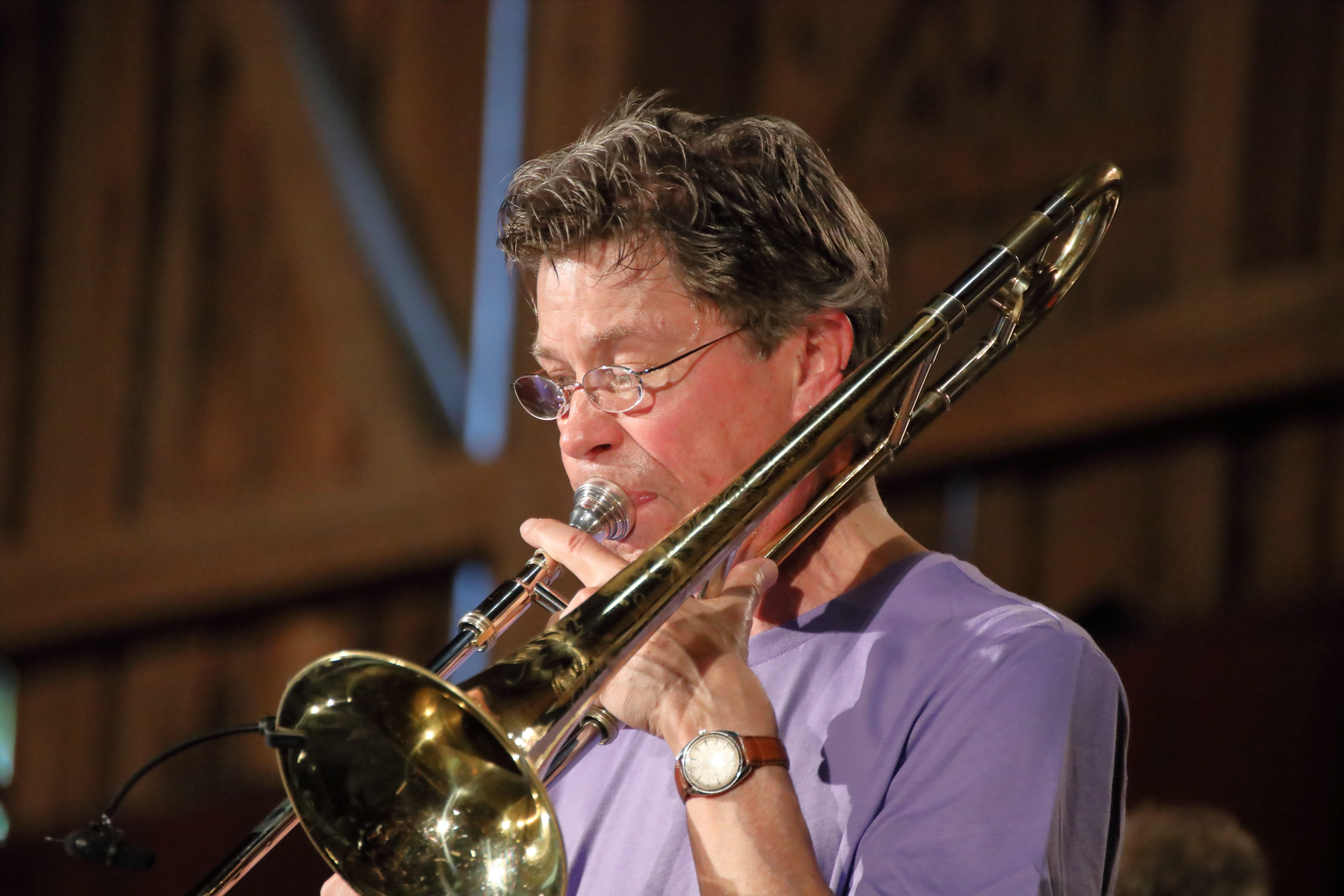
Ray Anderson auf dem INNtöne Jazzfestival 2019

Ray Robert Anderson (* 16. Oktober 1952 in Chicago, Illinois) ist ein US-amerikanischer Jazzposaunist. Er hat einen unverkennbaren rotzigen Spielstil und ist bekannt für seine witzigen Kompositionen. Er wurde von den Kritikern des Down-Beat-Magazins fünf Jahre hintereinander zum besten Posaunenspieler der Gegenwart gewählt.

## Leben und Wirken
Anderson wurde am 16. Oktober 1952 in Chicago geboren. Seine Eltern waren Theologen und sein erster Kontakt mit dem Jazz war die Dixieland-Plattensammlung seines Vaters. Vor allem die Posaunisten Vic Dickenson und Trummy Young beeindruckten ihn als Kind sehr. In der vierten Klasse begann er zusammen mit seinem Klassenkameraden George Lewis Ventilposaune zu spielen. Als Teenager wurde er stark von der Musik der Association for the Advancement of Creative Musicians (AACM) sowie von James Brown, Sly Stone und Jimi Hendrix beeinflusst.
In den frühen 1970er Jahren lebte er für kurze Zeit in San Francisco, wo er mit Mitgliedern der progressiven Jazz- und Funkszene zusammenspielte. Vor allem die Schlagzeuger Charles Moffett und Stanley Crouch prägten ihn dabei stark. Ende 1972 zog Anderson nach New York. Von einem größeren Publikum wurde er aber erst Ende der 1970er Jahre wahrgenommen, als er in den Bands von Anthony Braxton (1978–1981) und Barry Altschul (1978–1980) spielte und an Aufnahmen beteiligt war. Mit Braxton (Moers Festival 1978), Altschul, später auch mit dem Trio von Bennie Wallace und eigenen Formationen besuchte er seit dieser Zeit zunächst jedes Jahr europäische Festivals.
1981 war Anderson mit Steve Elson, Allan Jaffe, Mark Helias und Jim Payne Mitbegründer (und Sänger) der kollaborativen Band  Slickaphonics, die für ihren witzigen Avantgarde-Funk bekannt wurde. Mit dieser Band spielte er fünf selbstproduzierte Alben für Enja und Teldec ein und war mehrfach in den USA und Europa auf Tournee. Bei Slickaphonics spielte er nicht nur Posaune, sondern war auch der Leadsänger. Ebenfalls in den 1980er Jahren gründete er zusammen mit dem Bassisten Mark Helias und dem Schlagzeuger Gerry Hemingway ein Trio, das sich nach der zweiten Platte 1985 BassDrumBone nannte. Das Trio spielte vornehmlich Kompositionen von Anderson.
Seit Mitte der 1990er Jahre gründete Ray Anderson immer wieder erfolgreiche Bandprojekte wie The Alligatory Band, The Lapis Lazuli Band, Slideride (Posaunenquartett zusammen mit Craig Harris, George Lewis und Gary Valente) oder The Pocket Brass Band. Im Jahr 2000 wurde er zudem Mitglied der Band Super Trombone von Jim Pugh (mit Dave Bargeron und Dave Taylor).
Neben vielen eigenen Aufnahmen ist Anderson auch immer wieder als Solist in anderen Bands zu hören. Zu den bekanntesten gehören die George Gruntz Concert Jazz Band, Charlie Hadens Liberation Music Orchestra, das New York Composers Orchestra und das Vienna Art Orchestra. Er war auch mit Dr. John, Luther Allison, Christy Doran, Henry Threadgill, Roscoe Mitchell, Barbara Dennerlein, Klaus König, John Scofield und Paul van Kemenade unterwegs. Neben Posaune spielte Anderson auch Sousaphon, z. B. auf seinem Album Bonemeal und in der Gruppe der Sängerin Erika Stucky. Als Hochschullehrer unterrichtet er an der Stony Brook University.

## Spielstil
Ray Anderson pflegt trotz eines mehrstimmigen Spiels (Multiphonics) einen expressiv frechen Spielstil. Er setzte damit bewusst einen Kontrapunkt zum geschliffenen Spielstil von anderen Posaunisten wie beispielsweise Jay Jay Johnson, Albert Mangelsdorff oder ganz extrem Bill Watrous. Ray Anderson ist zudem bekannt für seine witzigen Kompositionen und Soli. Dabei lotet er alle Möglichkeiten der Posaune aus, indem er sich nicht nur der gesamten Jazztradition seines Instrumentes bedient, sondern auch auf Geräusche zurückgreift. In seinem Stück Rap for Nap, das er für die Gruntz Concert Band geschrieben hat, schafft er es z. B. seine Posaune so zu spielen, dass es wie das Scratchen einer Schallplatte klingt.

## Diskographie

### Aufnahmen unter eigenem Namen
- Harrisburg Half Life (Moers, 1980)
- Old Bottles, New Wine (Enja, 1985)
- It Just So Happens (Enja, 1987)
- Blues Bred in the Bone (Enja, 1988)
- What Because (Gramavision, 1989)
- Wishbone (Gramavision, 1991)
- Every One of Us (Gramavision, 1992)
- Big Band Record performed by George Gruntz Concert Jazz Band (Gramavision, 1994)
- Bonemeal (Raybone Music, 2000)
- Sweet Chicago Suite (Intuition, 2012)
- Marching On (Double Moon, 2022; solo)[4]

### Aufnahmen mit eigenen & kollaborativen Bands
- Slickaphonics: Modern Life (Enja, 1982)
- Slickaphonics: Wow Bag (Enja, 1983)
- Slickaphonics: Humatomic Energy (Blue Heron Records, 1985)
- Slickaphonics: Check Your Head at the Door (Teldec 1986)
- Slickaphonics: Live (Teldec 1987)
- BassDrumBone: Right Down Your Alley (Soul Note, 1984)
- BassDrumBone: You Be (1985)
- BassDrumBone: Wooferlo (Soul Note, 1987)
- BassDrumBone: Hence the Reason (Enja, 1996)
- BassDrumBone: March of Dimes (1997)
- Ray Anderson Alligatory Band: Don’t Mow Your Lawn (Enja, 1994)
- Ray Anderson Alligatory Band: Heads and Tales (Enja, 1995)
- Ray Anderson, Han Bennink, Christy Doran: Azurety (Hat Art, 1994)
- Ray Anderson, Han Bennink, Christy Doran: Cheer Up (Hat Art, 1995)
- Ray Anderson, Craig Harris, George Lewis, Gary Valente: Slideride (Hat Hut, 1994)
- Ray Anderson Lapis Lazuli Band: Funkorific (Enja, 1998)
- Ray Anderson Pocket Brass Band: Where Home Is (Enja, 1998)
- Mark Dresser & Ray Anderson: Nine Songs Together (CIMP, 2003)
- Ray Anderson & Marty Ehrlich: Hear You Say – Live at Willisau (Intuiton, 2009)[5]
- Omri Ziegele, The Noisy Minority, Ray Anderson, Jan Schlegel, Dieter Ulrich: Wrong Is Right (Intakt 2016)
- Ray Anderson – Han Bennink – Ernst Glerum – Paul van Kemenade: Checking Out (Kemo 2016)
- Ray Anderson & Bobby Previte: Double Trouble (Double Moon)[6]
- Ivo Perelman, Ray Anderson, Joe Morris, Reggie Nicholson: Molten Gold (Fundacja Słuchaj, 2023)
- BassDrumBone: Afternoon (2024), mit Gerry Hemingway, Mark Helias

### Aufnahmen als Sideman
- D. D. Jackson Paired Down (1997)
- Harris Eisenstadt: Canada Day Octet (2012)

## Lexikalische Einträge
- Richard Cook: Jazz Encyclopedia. London 2007, ISBN 978-0-14-102646-6.
- Leonard Feather, Ira Gitler: The Biographical Encyclopedia of Jazz. Oxford University Press, New York 1999, ISBN 0-19-532000-X.
- Wolf Kampmann (Hrsg.), unter Mitarbeit von Ekkehard Jost: Reclams Jazzlexikon. Reclam, Stuttgart 2003, ISBN 3-15-010528-5.
- Martin Kunzler: Jazz-Lexikon. Band 1: A–L (= rororo-Sachbuch. Bd. 16512). 2. Auflage. Rowohlt, Reinbek bei Hamburg 2004, ISBN 3-499-16512-0.